# Can Uğurluer
Can Ugurluer (Istanboel, 1970) is een Turkse zanger. Hij studeerde piano.
Hij vertegenwoordigde Turkije op het Eurovisiesongfestival 1991 in Rome aan de zijde van Izel Celikoz en Reyhan Soykarci met het lied Ika Dakika, dat door Ugurluer geschreven werd. Ze werden 12de wat tot dan toe de 2de beste prestatie voor het land was.
1975: Semiha Yankı · 
1978: Nilüfer & Nazar · 
1980: Ajda Pekkan · 
1981: Modern Folk Trio & Ayşegül · 
1982: Neco · 
1983: Çetin Alp & The Short Waves · 
1984: Beş Yıl Önce On Yıl Sonra · 
1985: MFÖ · 
1986: Klips ve Onlar · 
1987: Seyyal Taner & Lokomotif · 
1988: MFÖ · 
1989: Pan · 
1990: Kayahan · 
1991: İzel Çeliköz, Reyhan Karaca & Can Uğurluer · 
1992: Aylin Vatankoş · 
1993: Burak Aydos · 
1995: Arzu Ece · 
1996: Şebnem Paker · 
1997: Şebnem Paker & Grup Etnik · 
1998: Tüzmen · 
1999: Tuba Önal & Grup Mistik · 
2000: Pınar Ayhan & Grup SOS · 
2001: Sedat Yüce · 
2002: Buket Bengisu & Grup Safir · 
2003: Sertab Erener · 
2004: Athena · 
2005: Gülseren · 
2006: Sibel Tüzün · 
2007: Kenan Doğulu · 
2008: Mor ve Ötesi · 
2009: Hadise · 
2010: MaNga · 
2011: Yüksek Sadakat · 
2012: Can Bonomo